# Uba (wieś)
Uba (cyr. Уба) – wieś w Czarnogórze, w gminie Cetynia. W 2003 roku liczyła 5 mieszkańców.